# Занук, Ричард Дэррил
Ричард Дэррил Занук (англ. Richard Darryl Zanuck; 13 декабря 1934, Лос-Анджелес — 13 июля 2012, там же) — американский кинопродюсер, лауреат премии «Оскар».

## Жизнь и карьера
Ричард Дэррил Занук родился в Лос-Анджелесе, штат Калифорния в семье актрисы Вирджинии Фокс и Дэррила Занука, который в то время возглавлял киностудию 20th Century Fox. Продолжая обучение в Станфордском университете, Ричард начал свою карьеру в киноиндустрии, когда работал в отделе сюжетов киностудии 20th Century Fox. В 1959 году он провёл свою первую съёмку при производстве фильма «Насилие». В 1960-х годах он стал президентом киностудии 20th Century Fox. Один год его работы в этой должности, 1967, описан в книге «Студия» Джона Грегори Данна. После оглушительных неудач, таких как фильм 1967 года «Доктор Дулиттл», Ричард был уволен своим отцом. Тогда Ричард устроился на киностудию Warner Bros. на должность исполнительного вице-президента, а годом позже образовал компанию The Zanuck/Brown Company. В 1968 году он женился на модели и актрисе Линде Харрисон. В 1978 году они развелись.
В 1972 году Занук присоединился к продюсеру Дэвиду Брауну для создания независимой продюсерской компании под названием The Zanuck/Brown Company на киностудии Universal Pictures. Оба продюсера работали над парой ранних фильмов режиссёра Стивена Спилберга «Шугарлендский экспресс» (1974) и оскароносном триллере «Челюсти» (1975). Позже они успели продюсировать такие финансово успешные фильмы, как «Кокон» (1985) и всемирно известный фильм «Шофёр мисс Дэйзи» (1989), перед прекращением их партнерства в 1988 году. За этот фильм Ричард и его третья жена, Лили, получили премию «Оскар» за лучший фильм, при этом Лили Занук стала второй женщиной, получившей «Оскар» в этой номинации.
В 1990 году обоим продюсерам была совместно вручена Награда имени Ирвинга Тальберга от имени Академии кинематографических искусств наук .
Ричард работал с режиссёром Тимом Бёртоном шесть раз, выполняя продюсерскую работу в таких всемирно известных фильмах, как «Планета обезьян» (2001), «Крупная рыба» (2003), «Чарли и шоколадная фабрика» (2005), снятой в 2010 году «Алисе в стране чудес» и фильме «Мрачные тени» (2012). Ричард и режиссёр Бёртон нашли друг друга с первого взгляда, и Занук был его излюбленным продюсером.
В 1998 году третья жена Занука Лили Фини Занук выполнила работу продюсера в эпизоде мини-сериала «С Земли на Луну» канала HBO, который назывался «Мы прошли башню».
В 2000 году Занук и его жена Лили Фини совместно выполнили работу продюсера 72-й церемонии награждения премии «Оскар».
Ричард Занук умер в 2012 году от инфаркта миокарда в своём доме в Лос-Анджелесе.

## Фильмография
| - Насилие (1959) - Sanctuary (1961) - The Chapman Report (1962) - Звуки музыки (1965) - SSSSSSS (1973) - Willie Dynamite (1974) - Шугарлендский экспресс (1974) - Чёрная ветряная мельница (1974) - The Girl from Petrovka (1974) - Санкция Эйгера (1975) - Челюсти (1975) - MacArthur (1977) - Челюсти 2 (1978) - Остров (1980) - Беспокойные соседи (1981) - Вердикт (1982) - Кокон (1985) - Мишень (1985) - Кокон: Возвращение (1988) - Шофёр мисс Дэйзи (1989) | - Кайф (1991) - Rich in Love (1993) - Девственно чистая память (1994) - Дикий Билл (1995) - Скала Малхолланд (1996) - Цепная реакция (1996) - Столкновение с бездной (1998) - Настоящее преступление (1999) - Правила боя (2000) - Планета обезьян (2001) - Власть огня (2002) - Проклятый путь (2002) - Крупная рыба (2003) - Чарли и шоколадная фабрика (2005) - Суини Тодд, демон-парикмахер с Флит-стрит (2007) - Всегда говори «Да» (2008) - Алиса в Стране чудес (2010) - Битва титанов (2010) - Мрачные тени (2012) |

## Телевидение
| Year | Production           | Notes                 |
| ---- | -------------------- | --------------------- |
| 1987 | CBS Summer Playhouse | Episode: «Barrington» |
| 1992 | Driving Miss Daisy   | television film       |
| 2000 | 72nd Academy Awards  |                       |
| 2004 | Dead Lawyers         | television film       |